# Dryadaula metrodoxa
Dryadaula metrodoxa är en fjärilsart som beskrevs av Edward Meyrick 1919. Dryadaula metrodoxa ingår i släktet Dryadaula och familjen äkta malar.
Artens utbredningsområde är Guyana. Inga underarter finns listade i Catalogue of Life.